# Fromond (ermite)
Pour les articles homonymes, voir Fromond.
Fromond ou Fromont (en latin Fromundus, Frotmundus ou Fromundulus) est un ermite du VIIe siècle supposé avoir vécu à Bonfol dans le Jura suisse. Il ne fait pas partie de la liste officielle des saints canonisés et reconnus par l'Église catholique romaine, mais est vénéré par les populations jurassiennes et alsaciennes depuis au moins 500 ans. Il est honoré le vendredi suivant l'Ascension. Sa vie n'étant connue par aucun document écrit, seules subsistent la tradition et les légendes.

## Légendes
L’absence de sources historiques fiables a engendré trois légendes différentes, liées au parcours de saints de la région et parfois même totalement inspirées de la vie d’autre saints.
La légende la plus répandue présente saint Fromond comme le fils d'un roi normand et compagnon de saint Ursanne (+ 620) et saint Imier (+ entre 630 et 650), tous deux disciples de saint Colomban (moine irlandais, 543-615). Ayant quitté leur mentor, les trois religieux se sont enfoncés dans les profondes forêts jurassiennes. Arrivés au Mont-Repais sur les hauteurs des Rangiers, ils lancèrent leurs bâtons et choisirent de poursuivre dans les directions ainsi données. L'un aboutit au bord du Doubs, où existe aujourd'hui le village de Saint-Ursanne, un autre vers le sud, fondant le village de Saint-Imier. Quant à saint Fromond, il partit en direction de l'Ajoie et s'arrêta près d'une source, futur emplacement du village de Bonfol. Il établît son ermitage à quelque 200 mètres de ce point d'eau et planta son bâton qui, prenant racine, serait la souche des chênes proches la chapelle actuelle. Quelques familles se rassemblèrent autour de l'ermite et le prirent en exemple pour sa force et sa volonté à défricher et cultiver ce coin de terre. Il était aussi réputé pour sa bienveillance et sa générosité. Il décéda à l’âge de 70 ans.

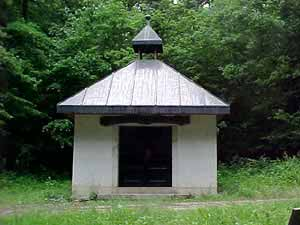
Chapelle de saint Fromond.

Une deuxième légende a été documentée par l’abbé Tièche, curé de Bonfol de 1786 à 1793. Ses écrits originaux ont malheureusement disparus. Cette version décrit surtout la mort du saint. Après avoir vécu 75 années à Bonfol, saint Fromond aurait été battu par deux brigands qu'il avait pourtant accueillis. Il réussît à rejoindre sa cellule pour y agoniser durant 5 jours jusqu’au 12 septembre 656, décédant à l’âge de 105 ans. On reconnait dans cette biographie deux emprunts précis : la mort violente de saint Meinrad, ermite à Einsiedeln, infligée par deux vagabonds hébergés, et l’âge de 105 ans atteint par saint Antoine le Grand.
Nicolas Montavon décrit en 1789 une troisième légende qui fait naître saint Fromond au château d'Huesca en Espagne, vers le commencement du IVe siècle. Il s'agit probablement d'une confusion avec l'origine de saint Laurent, saint patron de l'église paroissiale de Bonfol.

## Similitudes avec d'autres saints
Outre les trois légendes biographiques, de troublantes ressemblances du nom et de la personnalité existent dans deux cas.
Un autre saint Fromond, Fromond de Coutances, est originaire de la région de Saint-Lô et fêté le 24 octobre. Il fut le 14e évêque de Coutances (département de la Manche) à la fin du VIIe siècle. Son tombeau se trouve dans le monastère qu'il avait fondé vers 650 dans la petite commune normande qui porte le nom de Saint-Fromond. Ce personnage a bel et bien existé, mais il n’existe aucun indice permettant de faire un lien avec le saint jurassien.
Il existe quelques similitudes entre saint Fromond et saint Wendelin (554-617), tous les deux considérés comme des protecteurs des animaux. Ils sont en outre représentés d'une manière semblable avec une besace, un large chapeau et un bâton en main. En sachant que le village de Bonfol est traversé par la rivière Vendline et que le village voisin est appelé Vendlincourt, on peut trouver la coïncidence étrange. Toutefois, on n’y trouve aucune trace de culte, bien que saint Wendelin soit vénéré dans deux villages du Haut-Rhin, Burnhaupt-le-Bas et Dietwiller.

## Histoire du culte
Le culte de saint Fromond n'est attesté que depuis l'époque de la Réforme. Il acquit une forte réputation dans la région de l'actuel canton du Jura et en Haute Alsace. Il est vénéré pour la conservation du bétail et le soutien des croyants dans leurs petits malheurs. Une statue du saint, toujours en place dans l'église de Bonfol, de style gothique tardif sur une console de style baroque tardif est datée d'environ 1590.
Son intercession est demandée en particulier pour guérir le bétail de la fièvre aphteuse. l’abbé Tièche mentionne la cessation d’épidémies désastreuses obtenues à diverses  époques à Courtedoux, Porrentruy, Bourogne, etc. Quelques guérisons d'infirmités et de maladies d'êtres humains sont mentionnées par la tradition populaire. On parla même de son intercession lors de l'exorcisme d'une possédée d'Epauvillers en février 1798. 

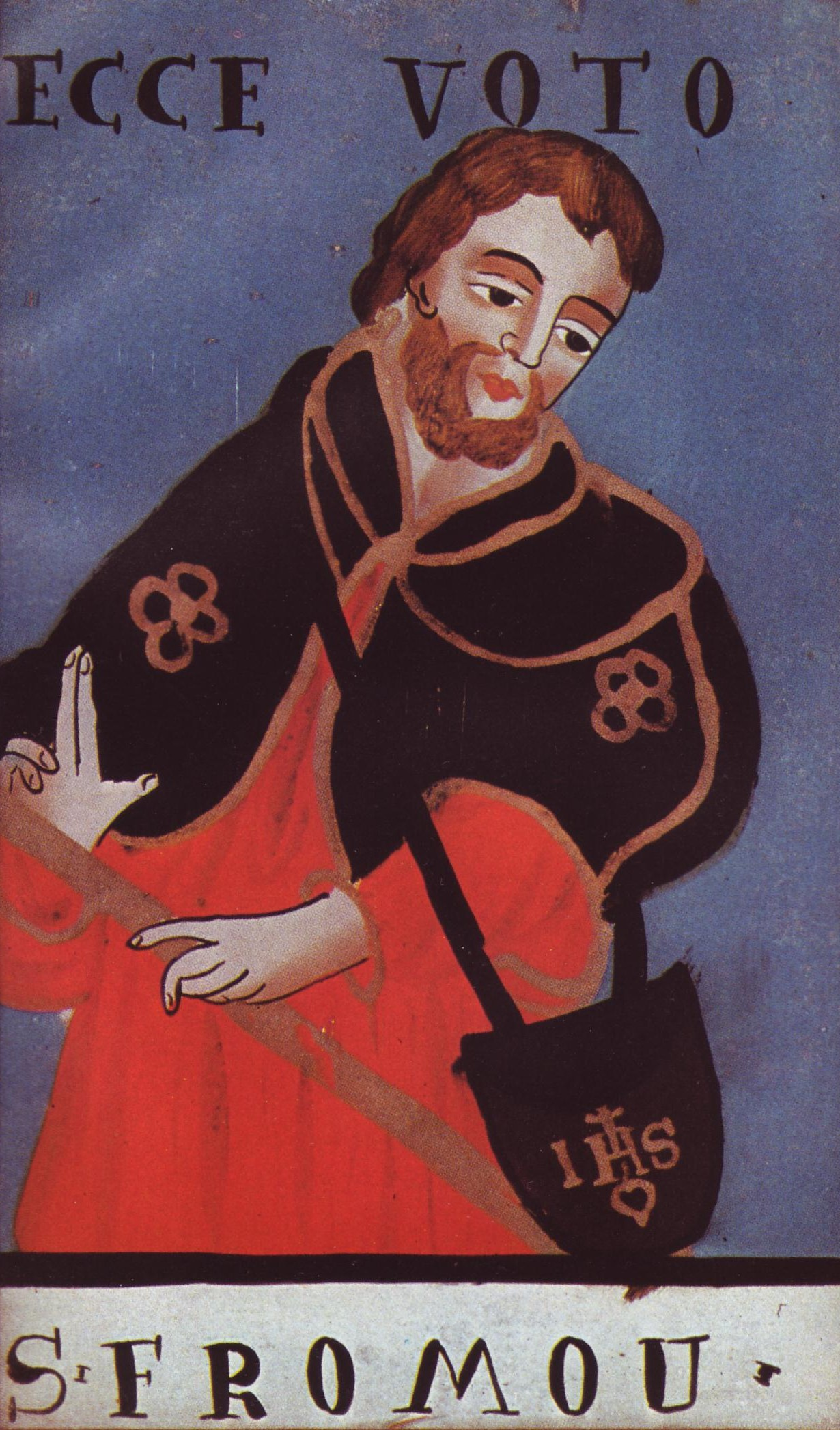
Ex-voto du XVIIe siècle.

Guillaume Symonin, évêque dépendant de l'archevêché de Besançon, visita la paroisse de Bonfol le 20 octobre 1606. Ayant remarqué les reliques du saint dans une caisse en bois et l'exposition du crâne sur l'autel, il fut intrigué et s'enquit de leurs origines. Il conclut que l'histoire n'était pas très plausible et qu'il fallait cesser d'exposer les reliques à la vénération des fidèles. Toutefois, le doute subsistant, il demanda à ce qu'elles soient conservées secrètement dans l'église. De plus, il n'interdît pas la dévotion au saint.
François Jacober, curé de la paroisse voisine de Pfetterhouse refusa de célébrer la fête de saint Fromond en 1708 et se plaignit que des paroissiens participent à une fête non reconnue par l’Ordinaire. Il fut finalement blâmé par l'évêque de Bâle et obligé de poursuivre le rite.
Le nouveau curé du village en 1772, l'abbé Guenat, demanda au vicaire général Burtel quel comportement il devait adopter au sujet de saint Fromond. Le vicaire précisa simplement que rien ne soit innové, mais que la tradition soit suivie.
En 1778, une commission épiscopale envoyée par l'archevêque de Besançon, dont dépendait la paroisse de Bonfol à l'époque, enquêta sur la légitimité du culte de saint Fromond. Elle constata la présence dans l'église du village d'une statue antique du saint, d'un autel présentant l'inscription Sanctus Fromondulus et la date de 1717, ainsi que d'un socle de pierre datant de l'ancienne église du XVe siècle et destiné spécialement à la conservation des reliques du saint.
En 1796, l'abbé Tièche, curé de la paroisse de Bonfol, dénombra plus de 200 communes inscrites pour la procession ou la dévotion du saint. Une année plus tard, du 18 septembre au 13 octobre 1797, trente soldats furent dépêchés à Bonfol pour empêcher le culte et les pèlerinages. Deux sentinelles furent même postées à la source pour empêcher tout prélèvement d'eau.
Le siècle suivant, le culte de saint Fromond connût une nouvelle interruption au cours du Kulturkampf, de 1873 à 1878.
En 1913, l'évêque de Bâle, Jacques Stammler signa et approuva la prière à saint Fromond.
De nos jours, la célébration de la saint Fromond connaît une légère recrudescence depuis une dizaine d'années. Une procession réunit des fidèles de la région et la fête du village de Bonfol est célébrée au cours du week-end.

## Lieux de dévotion

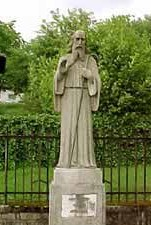
Fontaine de saint Fromond.

La fontaine sise à la sortie du village de Bonfol en direction de Beurnevésin est surmontée d’une statue du saint réalisée en 1941 par Henri Mariotti, sculpteur à Porrentruy. Les fidèles y avaient l’habitude de boire l’eau et d’arracher l’herbe aux alentours pour le bétail. De nos jours, la consommation de cette eau est fortement déconseillée. En effet, des analyses réalisées en 2000 ont mis en évidence la présence d'une trentaine de substances chimiques, dont du brome, ainsi que des traces d'un médicament antiépileptique et d'un calmant. Cette pollution est attribuée à la présence d'une ancienne décharge industrielle située à quelques kilomètres de la source.
La chapelle de saint Fromond située dans la forêt au nord du village a été construite en 1866 sur demande du curé François-Joseph Jeanguenat en raison de la vénération croissante du saint et de l'afflux des pèlerins venant de tout le Jura et de l'Alsace.
L’église de Bonfol abrite encore aujourd'hui de nombreux ex-voto, datés de 1799 à 1846, témoignages et remerciements des pèlerins vénérant saint Fromond, dont les reliques sont déposées dans une petite niche à droite du cœur.
D'autres lieux abritent ou abritaient des marques de dévotion, par exemple une niche taillée dans le roc protégeant une image du saint à la Scheulte et le reposoir de saint Fromond à Courtételle. Les paroisses de St-Ursanne et Courtételle célébraient aussi la fête de Saint Fromond par un jour férié au début du XXe siècle, sans doute par suite d’un vœu fait en temps d’épidémie.

## Reliques
En 1989, les ossements conservés dans une niche de l'église de Bonfol ont été soumis à une expertise anthropologique dirigée par Bruno Kaufmann de l'Anthropologisches Forschungsinstitut de Bâle. Le squelette, assez complet et en bon état, est celui d'un homme âgé de 70 ans et mesurant 170 centimètres. L'individu disposait d'une remarquable robustesse et souffrait d'une arthrose vraisemblablement attribuable à de lourds travaux et à son âge avancé.
Une grave sinusite frontale allant jusqu'à modifier l'os du crâne et probablement très douloureuse a peut-être été la raison de la trépanation occipitale. Le patient n'a toutefois pas survécu à cette opération plutôt rare. La méthode de trépanation est très semblable à celles pratiquées sur trois crânes du VIIIe siècle découverts dans le bassin hongrois du Danube. Mais cet indice ne suffit pas à préciser la date, une datation au carbone 14 n'ayant en outre pas été faite.
La terre trouvée sur certains os a été comparée avec un échantillon prélevé dans le voisinage de l'actuelle chapelle. La correspondance étant relativement bonne, on peut admettre que le défunt fut bien inhumé à cet endroit.
Enfin, certains ossements ont été sciés après la mort, vraisemblablement en raison du culte des reliques. En conclusion, l'analyse réalisée ne contredit pas certains éléments de la légende (sexe et âge, époque, lieu d'inhumation), mais elle ne les confirme pas d'une manière irréfutable.